# Superliga kosowska w piłce nożnej mężczyzn (2023/2024)
Superliga e Kosovës 2023/2024 (oficjalnie znana jako ALBI MALL Superliga ze względów sponsorskich) była 25. edycją rozgrywek ligowych najwyższego poziomu piłki nożnej mężczyzn w Kosowie.
Brało w niej udział 10 drużyn, które w okresie od 12 sierpnia 2023 do 25 maja 2024 rozegrały 36 kolejek meczów.
Sezon zakończył baraż o miejsce w przyszłym sezonie w Superlidze.
Tytuł mistrzowski obroniła drużyna Ballkani.

## Drużyny
| Uczestnicy poprzedniej edycji                                                                                 | Uczestnicy poprzedniej edycji | Uczestnicy poprzedniej edycji | Uczestnicy poprzedniej edycji |
| --- | ----------------------------- | ----------------------------- | ----------------------------- |
| BAL | Ballkani                      | 1                             |                               |
| DRI | Drita Gnjilane                | 2                             |                               |
| GJI | Gjilani                       | 3                             |                               |
| DUK | Dukagjini                     | 4                             |                               |
| PRI | Prishtina                     | 5                             |                               |
| MAL | Malisheva                     | 6                             |                               |
| LLA | Llapi Podujevo                | 7                             |                               |
| Awans z Liga e Parë                                                                                           |                               |                               |                               |
| FRN | Feronikeli Glogovac           | 1 (A)                         |                               |
| FSH | Fushë Kosova                  | 1 (B)                         |                               |
| po barażach                                                                                                   |                               |                               |                               |
| LIR | Liria Prizren                 | 2 (A)                         |                               |
| Oznaczenia: - kolumna pierwsza – skróty nazw drużyn, - kolumna trzecia – miejsce zajęte w poprzednim sezonie. |                               |                               |                               |

## Tabela
| Lp. | Drużyna           | M  | Z  | R  | P  | B+ | B- | +/– | Pkt | Kwalifikacja lub spadek                         |
| --- | ----------------- | -- | -- | -- | -- | -- | -- | --- | --- | ----------------------------------------------- |
| 1   | Ballkani (M, P)   | 36 | 23 | 9  | 4  | 62 | 26 | +36 | 78  | Liga Mistrzów UEFA • I runda kwalifikacyjna     |
| 2   | Llapi             | 36 | 21 | 8  | 7  | 56 | 27 | +29 | 71  | Liga Europy UEFA • I runda kwalifikacyjna       |
| 3   | Drita             | 36 | 19 | 10 | 7  | 49 | 27 | +22 | 67  | Liga Konferencji UEFA • II runda kwalifikacyjna |
| 4   | Malisheva         | 36 | 17 | 6  | 13 | 58 | 45 | +13 | 57  | Liga Konferencji UEFA • I runda kwalifikacyjna  |
| 5   | Prishtina         | 36 | 11 | 16 | 9  | 41 | 32 | +9  | 49  |                                                 |
| 6   | Gjilani           | 36 | 11 | 12 | 13 | 43 | 38 | +5  | 45  |                                                 |
| 7   | Dukagjini         | 36 | 10 | 15 | 11 | 38 | 48 | −10 | 45  |                                                 |
| 8   | Feronikeli (B, O) | 36 | 12 | 8  | 16 | 39 | 47 | −8  | 44  | baraż o utrzymanie                              |
| 9   | Fushë Kosova (S)  | 36 | 4  | 8  | 24 | 20 | 64 | −44 | 20  | spadek do Liga e Parë                           |
| 10  | Liria Prizren (S) | 36 | 2  | 8  | 26 | 26 | 78 | −52 | 14  | spadek do Liga e Parë                           |

## Wyniki
| Gospodarz \ Gość | BAL | DRI | DUK | FER | FKS | GJI | LIR | LLA | MAL | PRI | BAL | DRI | DUK | FER | FKS | GJI | LIR | LLA | MAL | PRI |
| ---------------- | --- | --- | --- | --- | --- | --- | --- | --- | --- | --- | --- | --- | --- | --- | --- | --- | --- | --- | --- | --- |
| Ballkani         |     | 1–0 | 3–1 | 2–0 | 2–1 | 2–1 | 4–1 | 2–1 | 3–2 | 0–0 |     | 2–2 | 3–0 | 2–2 | 3–0 | 1–1 | 2–0 | 0–0 | 2–0 | 2–1 |
| Drita            | 2–1 |     | 2–2 | 3–1 | 1–0 | 2–0 | 1–1 | 2–0 | 1–2 | 3–0 | 1–0 |     | 2–0 | 0–0 | 3–1 | 2–2 | 4–2 | 0–1 | 1–1 | 1–0 |
| Dukagjini        | 1–1 | 1–0 |     | 1–1 | 1–0 | 1–0 | 0–0 | 0–0 | 0–1 | 0–0 | 1–2 | 1–1 |     | 1–0 | 0–0 | 2–4 | 2–1 | 1–1 | 2–1 | 1–0 |
| Feronikeli       | 0–3 | 0–2 | 1–0 |     | 3–0 | 1–0 | 2–1 | 0–3 | 0–0 | 0–0 | 0–2 | 0–1 | 3–2 |     | 1–0 | 0–0 | 4–1 | 0–1 | 2–1 | 0–0 |
| Fushë Kosova     | 0–2 | 1–1 | 0–3 | 0–1 |     | 2–0 | 2–0 | 1–2 | 0–0 | 2–2 | 2–0 | 1–0 | 1–2 | 0–3 |     | 1–1 | 0–2 | 0–3 | 1–3 | 0–0 |
| Gjilani          | 0–0 | 0–1 | 1–1 | 2–1 | 1–0 |     | 1–0 | 0–2 | 1–0 | 0–0 | 0–2 | 2–1 | 1–1 | 1–1 | 4–0 |     | 3–0 | 1–1 | 2–3 | 1–1 |
| Liria Prizren    | 0–1 | 0–0 | 2–2 | 3–5 | 2–1 | 0–4 |     | 0–2 | 0–1 | 2–2 | 0–3 | 0–1 | 0–0 | 0–2 | 0–0 | 1–3 |     | 1–5 | 0–3 | 0–1 |
| Llapi            | 5–3 | 0–1 | 3–0 | 1–0 | 1–1 | 2–1 | 2–0 |     | 0–1 | 0–0 | 0–1 | 0–1 | 2–1 | 3–2 | 1–0 | 2–1 | 3–0 |     | 1–0 | 0–0 |
| Malisheva        | 0–2 | 1–3 | 3–4 | 4–1 | 6–1 | 1–0 | 1–0 | 2–3 |     | 1–0 | 0–2 | 1–1 | 1–1 | 2–1 | 4–1 | 0–0 | 7–4 | 2–1 |     | 0–1 |
| Prishtina        | 1–1 | 1–0 | 2–2 | 3–1 | 1–0 | 2–1 | 1–1 | 2–2 | 3–1 |     | 0–0 | 1–2 | 5–0 | 2–0 | 5–0 | 1–3 | 3–1 | 0–2 | 0–2 |     |

## Baraż o utrzymanie
Feronikeli wygrał 1-0 z Prishtina e Re baraż o miejsce w Superliga e Kosovës na sezon 2024/2025.
| 1 czerwca 2024 | Feronikeli           | 1:0   | Prishtina e Re |                                   |
| 15:00          | Alban Shillova 90+7' | (0:0) |                | Stadiumi Rexhep Rexhepi, Glogovac |

## Najlepsi strzelcy
| Bramki | Strzelcy         | Drużyna   |
| ------ | ---------------- | --------- |
| 26     | Muhamet Hyseni   | Llapi     |
| 25     | Drilon Hazrollaj | Malisheva |
| 15     | Nazmi Gripshi    | Ballkani  |
| 12     | Blerim Krasniqi  | Drita     |
| 11     | Senad Jarović    | Gjilani   |
| 9      | Altin Aliu       | Malisheva |
| 9      | Jalen Blesa      | Prishtina |
| 8      | Ahmed Januzi     | Prishtina |
| 8      | Besnik Krasniqi  | Drita     |
| 8      | Kushtrim Shabani | Gjilani   |

Źródło: 